# Moses Malone
Moses Eugene Malone (Petersburg, Virginia, 23. ožujka 1955. – Norfolk, Virginia, 13. rujna 2015.) bio je američki profesionalni košarkaš. Igrao je na poziciji centra, a izabran je u 1. krugu (5. ukupno) NBA drafta 1976. od strane Portland Trail Blazersa. U svojoj devetnaestogodišnjoj NBA karijeri ostvario je mnoge uspjehe. Igravši za brojne klubove osvojio je 1 NBA prsten, 3 puta proglašavan je najkorisnijim igračem lige te jedanput najkorisnijim igračem NBA finala. Malone je dvanaesterostruki NBA All-Star, te je osam puta puta biran u All-NBA momčad i dva puta u All-Defensive momčad. Ušao je u Kuću slavnih 2001. godine. 1996. godine primio je veliko priznanje kada je uvršten na popis 50 najvećih igrača u povijesti NBA lige.

## Srednja škola
Već od najranije dobi Malone je pokazivao nevjerojatan talent za košarku. Svoju srednju školu Petersburg vodio je do 50 uzastopnih pobjeda i dva državna naslova prvaka. Bio je toliko dominantan u reketu da je ostvario nevjerojatne prosjeke od 38 poena, 16 skokova i 10 blokada po utakmici. Brojna sveučilišta pokazala su velike interese za Malonea, posebice sveučilište Maryland. I kad se Malone već upisao, stigla je ponuda iz ABA lige. Utah Starsi ponudili su mu 565 tisuća dolara za četiri godine te se Malone ipak odlučio na odlazak u ABA ligu.

## ABA karijera
Dolaskom u ABA ligu, Malone je postao velika zvijezda. Bio je prvi skakač i drugi strijelac momčadi koja je došla do četvrtfinala doigravanja. Iduće sezone, Malone je prodan u St. Louis Spiritse, koji su u svojoj momčadi imali nekoliko sjajnih individualaca. Iako su imali dobre igrače, Spiritsi nisu djelovali kao momčad. 1976. godine dolazi do propasti ABA lige te se većina tamošnjih momčadi priključuje NBA ligi, dok su igrači završili na ekspanzijskom draftu. 

## NBA karijera

### Buffalo Braves
Malone je izabran kao peti izbor NBA drafta 1976. od strane Portland Trail Blazersa. Budući da su Blazersi imali sjajnog Billa Waltona na poziciji centra, odlučili su Malonea prodati Buffalo Bravesima (današnjim Los Angeles Clippersima). Bila je to sjajna momčad s igračima poput Boba McAdooa, Adriana Dantleya i Adriana Smitha, ali nisu imali prilike pokazati svoj potencijal jer je Malone nakon samo dvije utakmice mijenjan u Houston Rocketse. 

### Houston Rockets
U Rocketsima, Malone dobiva sjajnu priliku te ju na najbolji mogući način i iskorištava. U svojoj rookie sezoni prosječno je postizao 13.2 poena, 13.1 skokova i 2.21 blokada po utakmici te postavlja rekord po broju napadačkih skokova u sezoni sa svojih 437. U doigravanju, odveo je Rocketse do finala Istoka gdje su poraženi od Philadelphia 76ersa. Tijekom doigravanja Malone je prosječno postizao 18.8 poena i 16.9 skokova. Već u drugoj sezoni u dresu Rocketsa, Malone prosječno postiže 24.8 poena i 17.6 skokova te osvaja, svoju prvu, nagradu za najkorisnijeg igrača lige. U sezoni 1980./81. Malone prosječno postiže 26.8 poena i 14.5 skokova po utakmici te odvodi svoju prosječnu momčad sve do finala NBA lige. U prvom krugu doigravanja, Rocketsi su iznenađujuće izbacili, aktualne prvake, Los Angeles Lakerse. U odlučujućoj utakmici serije, Malone je uništio Jabbara s 37 poena i 23 skoka. U drugom krugu doigravanja Rocketsi su se susreli sa San Antonio Spursima. U odlučujućoj utakmici serije, Rocketsi su ponovno bili bolji te su, zahvaljujući Murphyevim 42 poena, prošli u finale Zapada. U finalu Zapada, Rocketsi su s lakoćom svladali Kansas City Kingse i s rezultatom serije 4-1 prošli u NBA finale. U finalu susreli su se s vrlo jakim Celticsima. Iako su svi bili uvjereni u laku pobjedu Celticsa, Malone i Rocketsi su pružili popriličan otpor. Međutim to nije bilo dovoljno jer su Celticsi na kraju osvojili NBA naslov, ali je ovim pothvatom Malone potvrdio da je jedan od najboljih i najdominantnijih centara lige. Iduće sezone Malone je prosječno postizao 31.4 poena i 14.7 skokova te je uvjerljivo odnio nagradu za najkorisnijeg igrača lige. Nakon završetka sezone, Rocketsi su iznenađujuće mijenjali Malonea u Philadelphiju za Caldwella Jonesa i izbore na draftu.

### Philadelphia 76ers
Dolaskom u Sixerse, Malone se pridružio momčadi koja je u svojim redovima imala igrače poput Juliusa Ervinga, Mauricea Cheeksa, Andrewa Toneya i Bobbyja Jonesa. U regularnom dijelu sezone, momčad je odigrala sjajno te su sezonu završili s najboljim omjerom 65-17. Malone je po završetku sezone uručena i treća nagrada za najkorisnijeg igrača lige te se time pridružio velikanima poput Billa Russella, Wilta Chamberlaina i Kareem Abdula-Jabbara. U doigravanju su bili još uvjerljiviji upisavši samo jedan poraz u dvanaest odigranih utakmica. U NBA finalu, Sixersi su bili prejaki za Lakerse te su ih s lakoćom svladali rezultatom 4-0. U te četiri utakmice Malone je potpuno nadigrao Jabbara s ukupnih 103-94 u poenima i nevjerojatnih 72-30 u skokovima. Malone je jednoglasno izabran za najkorisnijeg igrača NBA finala te je po prvi puta izabran u obrambenu petorku lige. Iako je nakon toga Malone odigrao sedam vrhunskih sezona, nikad više nije stigao do finala. Istokom su zavladali Birdovi Celticsi, da bi ih naslijedili Thomasovi Pistonsi i Jordanovi Bullsi. Nakon Barkleyevog dolaska, već ostarjeli, Sixersi su se ponovno vratili na stare staze slave, ali bez većeg uspjeha jer su 1985. godine izgubili u finalu Istoka. 

### Washington Bullets
U sezoni 1985./86. Malone je mijenjan u Washington Bulletse. Već u početku je ozlijedio leđa, ali je ipak uspio ostvariti prosjek od 24.1 poena i 11.3 skokova po utakmici čime si je priskrbio mjesto u All-NBA drugoj petorci. Također izabran je i na, svoju desetu, All-Star utakmicu te je 12. travnja 1986. prešao granicu od 20 tisuća poena u karijeri. Nekoliko dana prije, Malone je, u utakmici s New Jersey Netsima, eksplodirao s 50 postignutih poena te se time pridružio Earlu Monroeu (56) i Philu Chenieru (52) kao jedinim Bulletsima koji su postigli 50 ili više poena u jednoj utakmici. Iduće sezone Malone je nastavio s dobrim igrama te je prosječno postizao 20.3 poena i 11.2 skokova. U prvom krugu doigravanja susreli su se s Detroit Pistonsima koji su ipak bili prejaki te su ih pobijedili u pet utakmica. Malone je tijekom te serije prosječno postizao 18.6 poena i 11.2 skokova po utakmici.

### Atlanta Hawks
U sezoni 1988./89. Malone je potpisao za Atlanta Hawkse. U tandemu s Dominqueom Wilkinsom, Malone je prosječno postizao 20.2 poena i 11.8 skokova te je te sezone izabran na svoju 12., tj. zadnju All-Star utakmicu. U prvom krugu doigravanju, iako su bili objektivno jači, Hawski su ispali u pet utakmica od Milwaukee Bucksa. Malone je još jednom odigrao sjajnu seriju prosječno postižući 21 poen i 12 skokova, ali to ipak nije bilo dovoljno za prolaz. U drugoj sezoni u dresu Hawksa, Malone prosječno postiže 18.9 poena i 11 skokova, ali Hawksi, s omjerom 41-41, ne uspijevaju ostvariti doigravanje. U svojoj posljednjoj sezoni u dresu Hawksa, Malone prosječno postiže 10.6 poena i 8.1 skokova za samo 23.3 minuta. Tijekom te sezone prešao je granicu od 25,000 poena i 15,000 skokova te je sa 7,695 postignutih slobodnih bacanja postao vodeći strijelac s linije slbodnih bacanja, pretekavši Oscara Robertsona.

### Milwaukee Bucks
U sezoni 1990./91. Malone potpisuje dvogodišnji ugovor s Milwaukee Bucksima te je u 82 nastupa ostvario prosjek od 15.6 poena i 9.1 skokova po utakmici. Budući da su Bucksi započeli proces reizgradnje momčadi, završili su sezonu s omjerom 31-51 i neplasiranjem u doigravanje. Iduće sezone, Malone je propustio većinu utakmica zbog operacije leđa te su njegovi Bucksi sezonu završili s omjerom 28-54. 

### Povratak u Philadelphiju
Nakon sezone 1992./93. većina stručnjaka i novinara mislilo je da će se Malone umiroviti međutim na nagovor svoje bivše momčadi vraća se u Philadelphiju. Došavši u Sixerse, što je i bio glavni cilj uprave kluba, Malone je postao tutor mladom centru Shawnu Bradelyu. Ulazivši s klupe ostvario je 55 nastupa te je u prosjeku ubacivao 5.3 poena i sakupljao 4.1 skokova po utakmici. Na kraju sezone Malone je postao treći strijelac u povijesti NBA lige (27,360 poena), treći u odigranim utakmicama (1,312 utakmica), peti skakač u povijesti lige (16,166 skokova), prvi u napadačkim skokovima (6,771), prvi u postignutim slobodnim bacanjima (8,509), drugi u upućenim slobodnim bacanjima (11,058) i prvi u uzastopnim utakmicama bez isključenja iz igre (1,195 utakmica).

### San Antonio Spurs
U sezoni 1994./95. Malone je poslan u San Antonio Spurse. Ulazivši s klupe, kao zamjena Davidu Robinsonu, Malone je odigrao 17 utakmica te se nakon teške ozljede tetive morao umiroviti i košarci reći zbogom nakon 21 godine profesionalnog igranja.

## Rekordi
- Prvi igrač u NBA povijesti koji je 5 godina zaredom bio najbolji skakač lige (kasnije je to uspjelo i Dennisu Rodmanu)
- Najviše puta najbolji napadački skakač lige (8 puta)
- Najviše napadačkih skokova u karijeri (6731 skok)
- Najviše napdačkih skokova u jednoj NBA sezoni (587 u sezoni 1978./79.)
- Najviše napdačkih skokova u jednoj utakmici (21 u sezoni 1981./82.)
- Najviše napadačkih skokova u jednoj seriji i finalnoj seriji doigravanja (46 u NBA finalu 1981.)
- Najviše napadačkih skokova u jednoj utakmici doigravanja (15 u sezoni 1976./77.)
- Odigrao 1212 utakmica zaredom bez da je isključen iz igre zbog 6 osobnih prekršaja
- Jedini igrač u povijesti koji je imao prosjeke od 20 poena i 10 skokova s četiri različite NBA momčadi (Rockets, Sixers, Bullets, Hawks)
- Uz Jabbara, Chamberlaina i Hayesa jedini igrač u NBA povijesti s više od 25,000 poena i 15,000 skokova u karijeri

## Vanjske poveznice
- Profil na NBA.com
- Povijesni profil na NBA.com
- Profil  Arhivirana inačica izvorne stranice od 4. travnja 2013. (Wayback Machine) na Basketball-Reference.com
- Profil  Arhivirana inačica izvorne stranice od 7. listopada 2006. (Wayback Machine) na Databaskeball-com